# Lăng Thủy
Huyện tự trị dân tộc Lê Lăng Thủy (tiếng Trung: 陵水黎族自治县, bính âm: Língshuǐ Lízú Zìzhìxiàn), Hán Việt: Lăng Thủy Lê tộc Tự trị huyện) là một huyện tự trị tại tây đông nam đảo Hải Nam, Cộng hòa Nhân dân Trung Hoa. Huyện này có diện tích 1128 km2, dân số 350.000 người. Huyện lỵ đóng tại trấn Da Lâm (椰林镇), mã số bưu chính là 572400, khu hiệu là: 0898